# الور تجار
الور تجار (به لاتین: Alor Tajar) یک منطقهٔ مسکونی در مالزی است که در کداح واقع شده‌است.